# Champosoult
Champosoult är en kommun i departementet Orne i regionen Normandie i nordvästra Frankrike. Kommunen ligger i kantonen Vimoutiers som tillhör arrondissementet Argentan. År 2022 hade Champosoult 102 invånare.

## Befolkningsutveckling
Antalet invånare i kommunen Champosoult
| Referens: INSEE |